# Anthrenoides cyphomandrae
Anthrenoides cyphomandrae is een vliesvleugelig insect uit de familie Andrenidae. De wetenschappelijke naam van de soort is voor het eerst geldig gepubliceerd in 2005 door Urban.